# 伊香保神社掲額事件
伊香保神社掲額事件（いかほじんじゃけいがくじけん）は、文政年間に発生した馬庭念流と北辰一刀流の抗争事件。北辰一刀流は惨敗し続け、千葉周作の悪名を広めることになった。伊香保の額論、伊香保の額論騒動、伊香保奉額事件とも呼ぶ。この抗争について、正確な史料は伊香保にはない。『伊香保誌』によると、文政8年、松羅館というペンネームの著者が『伊香保の額論』という文献を残している（滝沢馬琴の随筆『兎園雑記(兎園双子)』に言及あり）。

## 概要
馬庭念流16世・樋口定雄が小石川（現・東京都文京区）に進出。当時道場の近かった北辰一刀流の門弟は念流に流れた。気に食わなかった千葉周作ら北辰一刀流の者は念流へ復讐しようと考える。念流へ決闘を申し込むも断られた為、念流の門弟に体押しでの決闘をするも惨敗。結果、北辰一刀流は千葉周作の元、夜闇での奇襲を行うようになる。これには念流も頭を悩ませ、原則決闘は禁止の念流も渋々決闘を承諾する。当時念流の高弟であった、本間仙五郎（当時高齢者。後の本間念流創始者）と千葉周作の決闘をするも千葉はまたしても惨敗。
またしても敗北した千葉周作は馬庭念流総本山である上野国多胡郡馬庭村まで侵攻し、本間仙五郎にもう一度決闘を申し込むが高齢のため戦うことはできなくなっていた。なお、この時点で念流は江戸進出は辞めており、当主は定雄の弟・定輝となっている。
復讐にことごとく失敗し、惨敗し続けた千葉周作ら北辰一刀流の者どもは、念流にとって重要な場所であった伊香保神社で掲額する事で復讐を試みる。文政6年（1823年）4月8日、伊香保神社の薬師堂に門人らの名前を記した額を奉納しようとする。これを伝え聞いた念流の者は、念流を侮辱する行為を許すわけにいかないと掲額を阻止すべく決起する。多胡郡馬庭村（現・高崎市吉井町馬庭）の門弟たちは、今こそ念流の技量を示す好機、と、師である樋口十郎右衛門（=樋口定輝）の許可も取らずに伊香保に向かった。このほか、赤堀（現・伊勢崎市）からは本間仙五郎と門弟たち、東や吾妻郡からも人が集まり、伊香保の地に集まった。
当時伊香保にあった大家（温泉旅館）12軒のうち、千葉周作が宿泊していた小暮武太夫の1軒を除く11軒は念流の宿泊所として埋まってしまった。この時には樋口十郎右衛門もこのことを知っていたが、いまさら止めることもできないと自ら総指揮をとるべく内弟子らを伴って伊香保に向かう。岩鼻陣屋（群馬郡岩鼻村。現・高崎市岩鼻町）は小暮武太夫を含む関係者を呼び出し、最終的に掲額の禁止を命ずる。
樋口十郎右衛門の一味は伊香保の旅館にあっても対戦する気まんまんで待ち受けており、岩鼻陣屋もこれだけの人数を説得するのは骨が折れたと伝えられる。説得は4月7日から9日まで行われ、4月10日、千葉周作は掲額することなく伊香保から退去する。
千葉周作は二度と上州に進出できなくなり、群馬県において北辰一刀流は明治中期に至るまで教える者がほとんどいなくなった。その後、千葉は江戸に戻り、北辰一刀流の道場として日本橋（現・東京都中央区）に設立した。

### その他
樋口一『念流の伝統と兵法』による宿泊記録
- 岸六左衛門宿：本間仙太郎ほか16名
- 岸又左衛門宿：志村六右衛門ほか16名
- 岸権右衛門宿：田部井源兵衛ほか31名
- 大嶋甚左衛門宿：小池直八ほか23名
- 木暮八左衛門宿：横田泰助ほか28名
- 千明三右衛門宿と永井喜右衛門宿(計)：高橋権六郎ほか76名
- 木暮金太夫宿：中島国松ほか6名
- 島田治左衛門：斎藤庄之助ほか6名

その他41名、計253名
1927年、日活は『千葉周作』という映画を公開する。ところが、伊香保神社掲額事件に関する内容に事実誤認があり、念流の名誉を傷つけるものだと日活に対して抗議を行った。警視庁の役人や頭山満の仲介もあり、日活は念流に詫び状を書いた。